# شورش‌های ۲۰۲۱ ایرلند شمالی

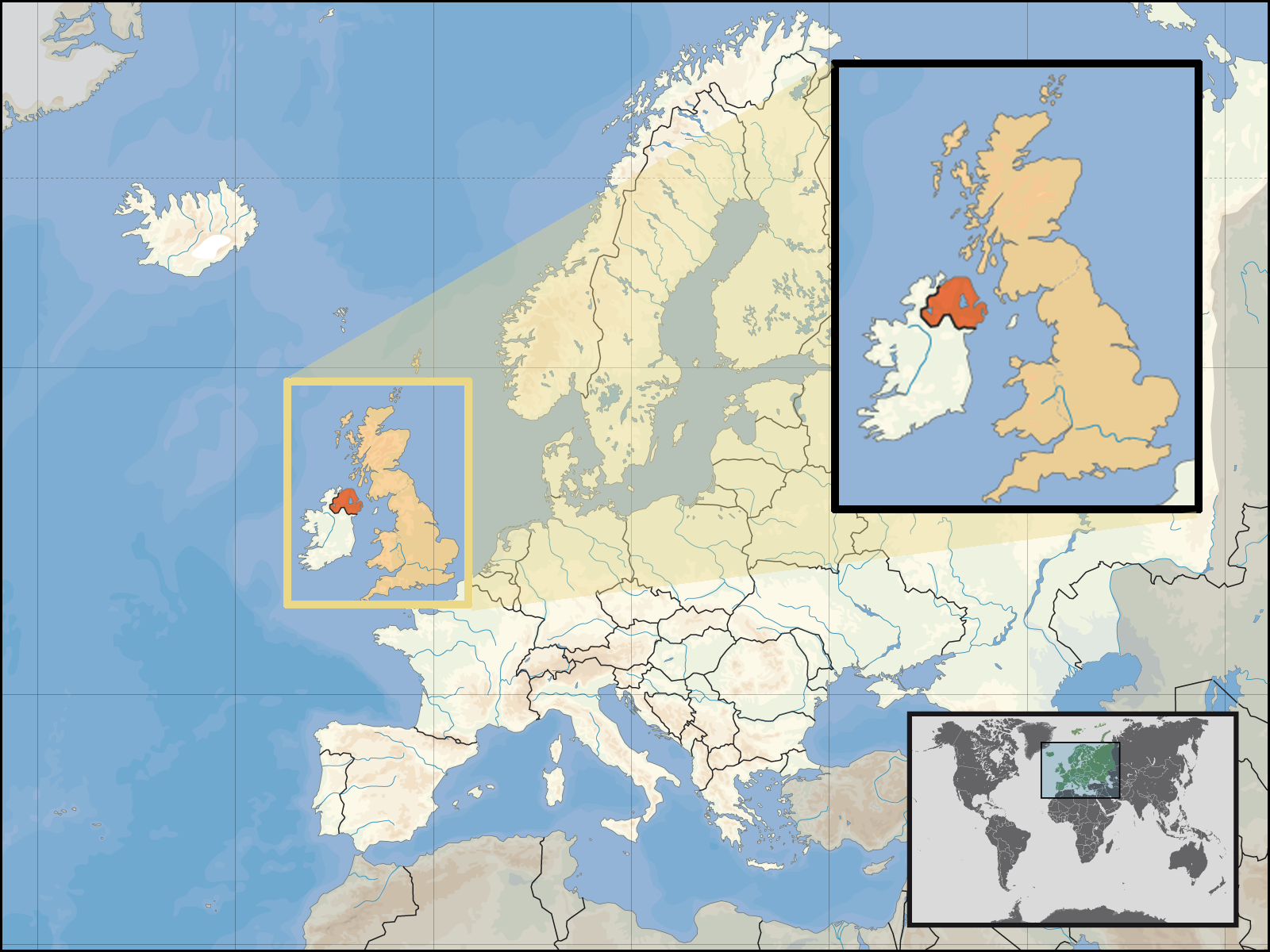
موقعیت قرارگیری ایرلند شمالی در اروپا (پایین تصویر) و انگلستان

شورش‌های ۲۰۲۱ ایرلند شمالی (به انگلیسی: 2021 Northern Ireland riots) مرتبط است با الحاق‌گرایان هوادار بریتانیا موسوم به وفاداری اولستر در ایرلند شمالی. این شورش ابتدا در ۳۰ مارس ۲۰۲۱ به مدت چهار شب متوالی در واترساید و دری (شهر) آغاز شد، سپس در ۲ آوریل خشونت  به بلفاست پایتخت ایرلند شمالی گسترش پیدا کرد. در ادامه شورش منجر شد به آتش‌سوزی، ربودن اتوبوس و دیوار نویسی. همزمان در سوم آوریل ناآرامی به شهر نیوتاون‌ابی گسترش یافت که در آن خودرو ربوده شد و کوکتل مولوتف علیه پلیس استفاده کردند. علاوه بر این در چهارم آوریل شهرهای دری (شهر) و کاریکفرگوس که شاهد ناآرامی‌های جدی بود، طرفداران اولستر برای جلوگیری از ورود پلیس به مناطق محلی موانع فیزیکی ایجاد کردند و به سمت ماشین پلیس بمب آتشزا پرتاب کردند.
عامل اصلی شورش و نارضایتی به این برمی‌گردد که الحاق‌گرایان هوادار بریتانیا مخالف موانع تجاری جدیدی هستند که بین ایرلند شمالی و بقیه خاک بریتانیا برقرار شده‌است.
ایرلند شمالی که تحت حاکمیت بریتانیااست، ۲۳ سال پس از خشونت‌های سیاسی که سال ۱۹۹۸ با توافق صلح موسوم به «جمعه پاک» به بیش از سه دهه درگیری و خونریزی پایان داد، بار دیگر صحنه ناآرامی شده‌است.
بسیاری از ملی‌گرایان کاتولیک ایرلند شمالی، خواهان وحدت با جمهوری ایرلند هستند، در حالی که طرفداران اولستر پروتستان می‌خواهند جزئی از بریتانیا باقی بمانند.